# Тангермюнде
Тангермюнде (нім. Tangermünde) — місто в Німеччині, в землі Саксонія-Ангальт.
Входить до складу району Штендаль. Площа — 89,87 км2. Населення становить 10 350 ос. (станом на 31 грудня 2021). Офіційний код -15 0 90 550.
Місто є місцем дії відомої повісті Теодора Фонтані «Грета Мінді», героїня якої у фіналі спалює його дотла (сюжет повісті вигаданий, проте пожежа, яка знищила все місто, дійсно трапилася 1617 року). До святкування тисячоліття міста у вересні 2009 року присвячена прем'єра опери з цієї повісті, замовленої містом молодому композитору Серену Нільсу Айхбергу.

## Відомі уродженці
- Фрідріх II (курфюрст Бранденбургу) — 19 листопада 1413

## Фотографії

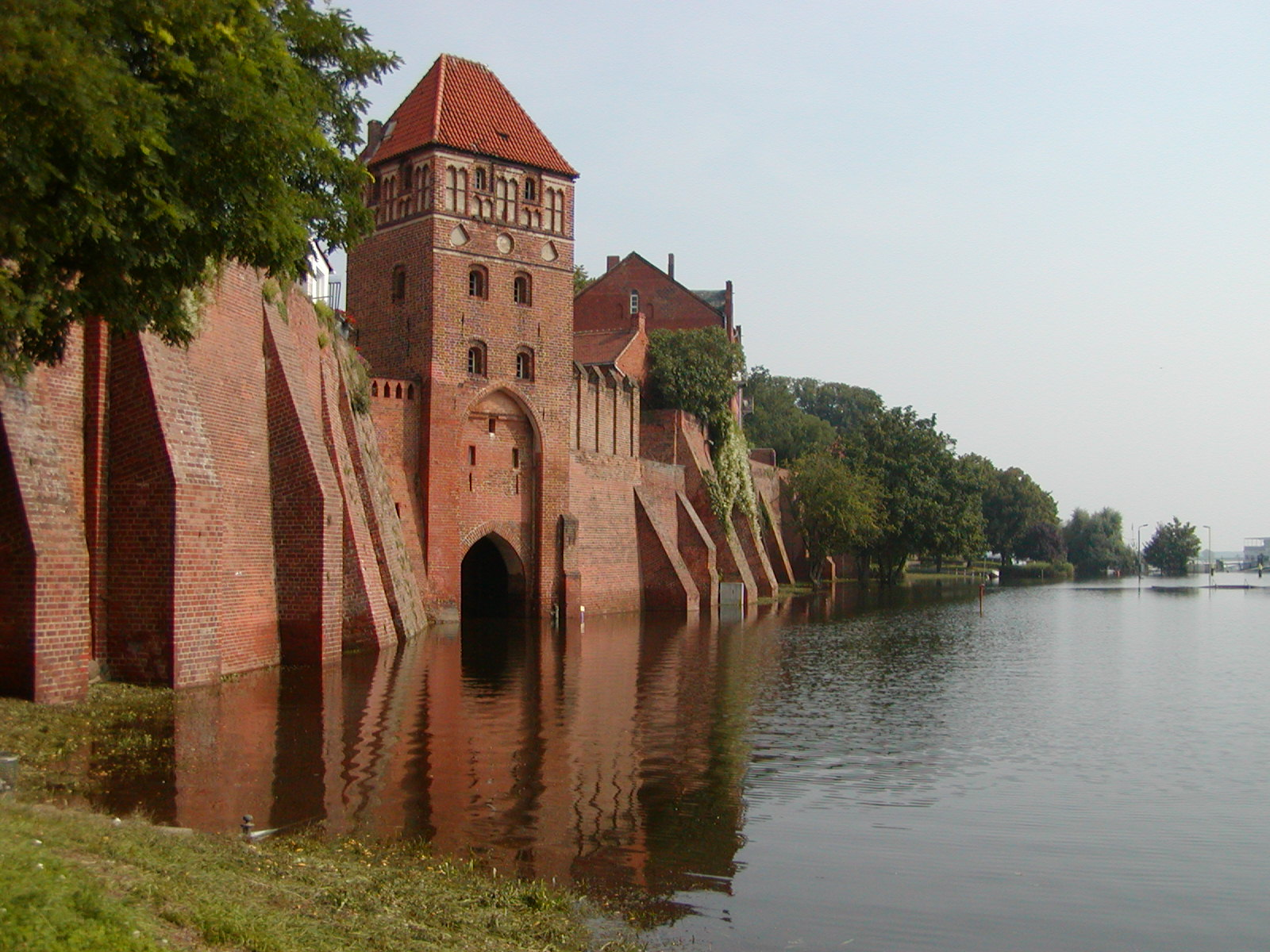
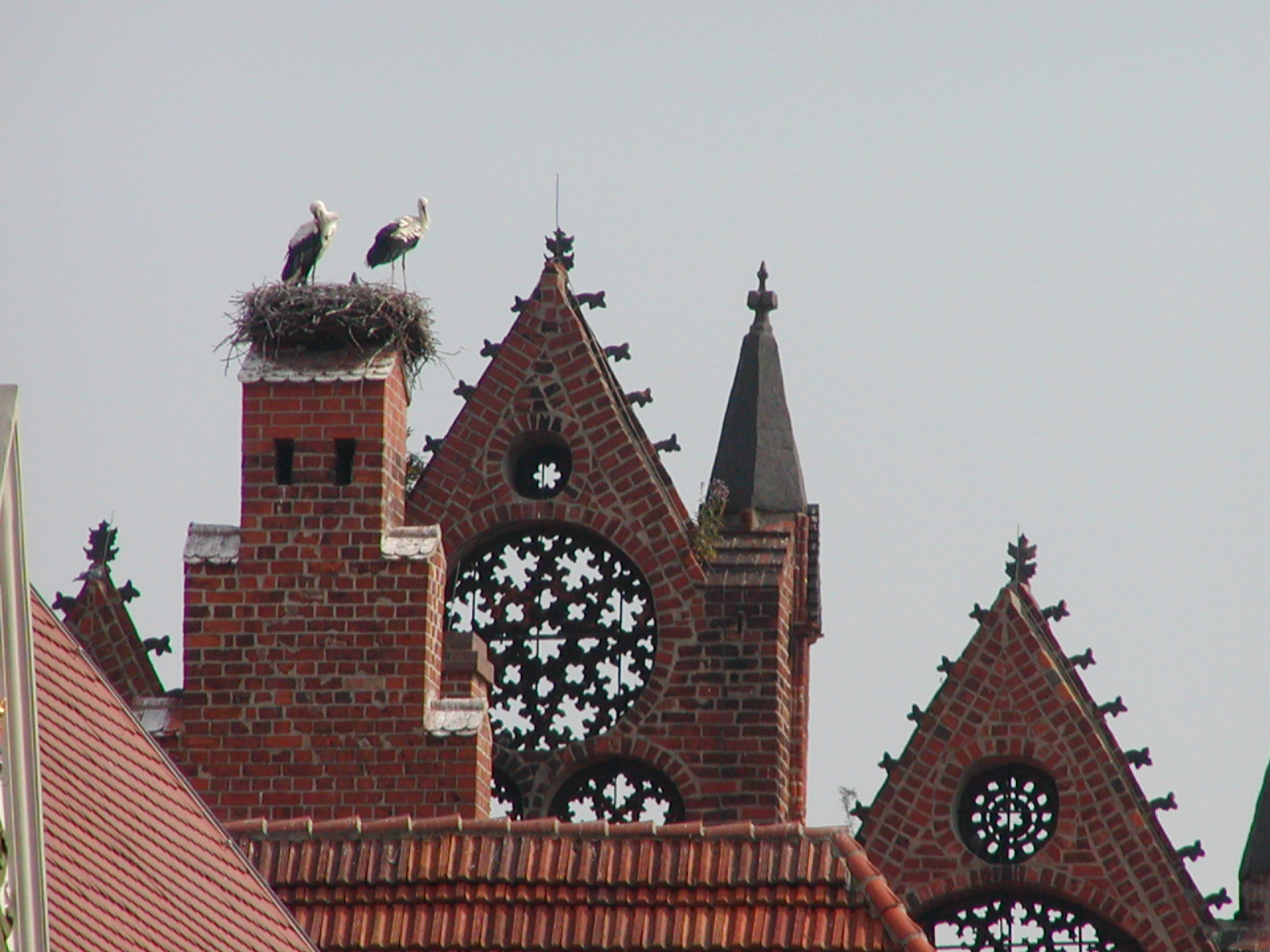
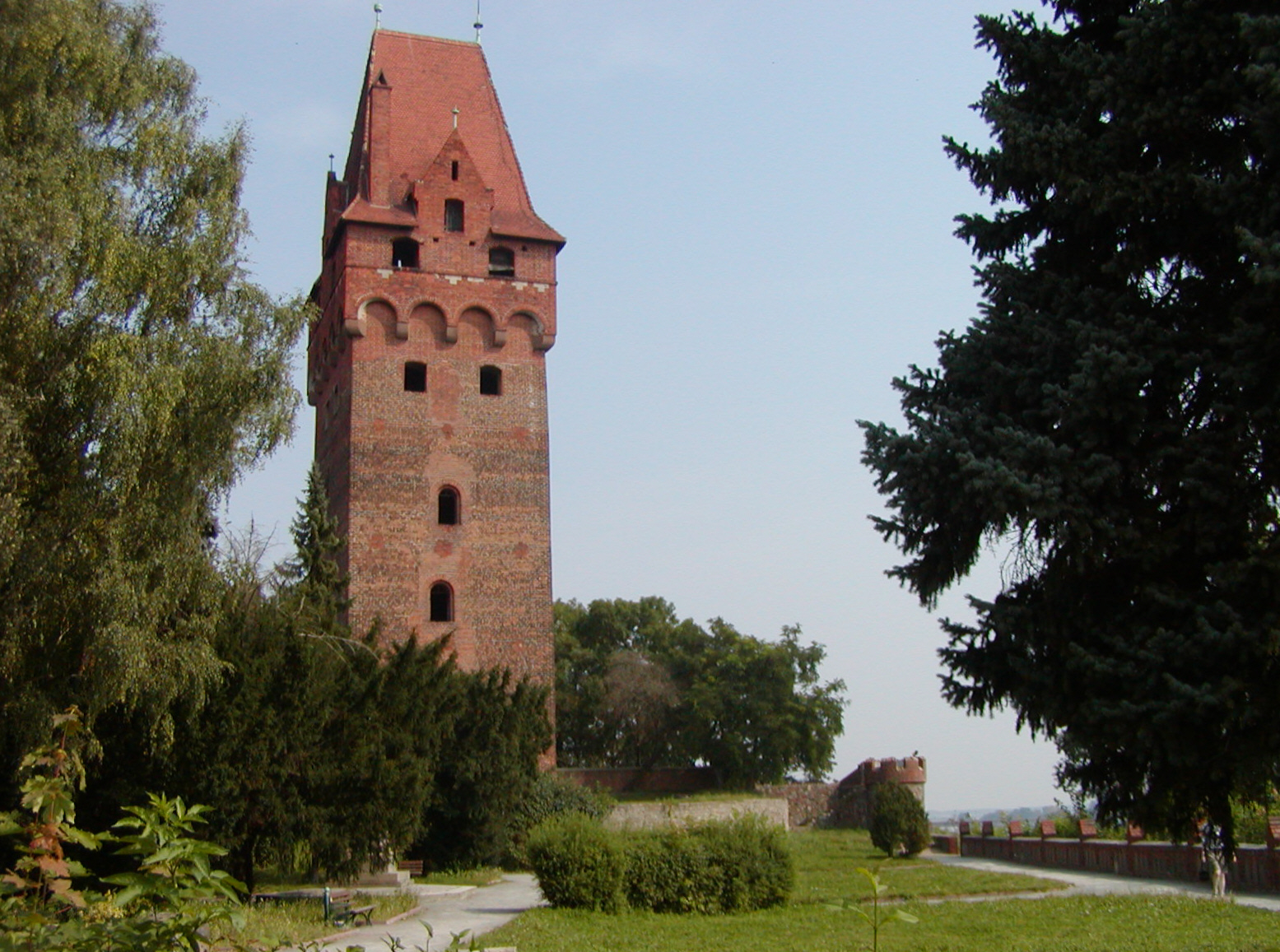
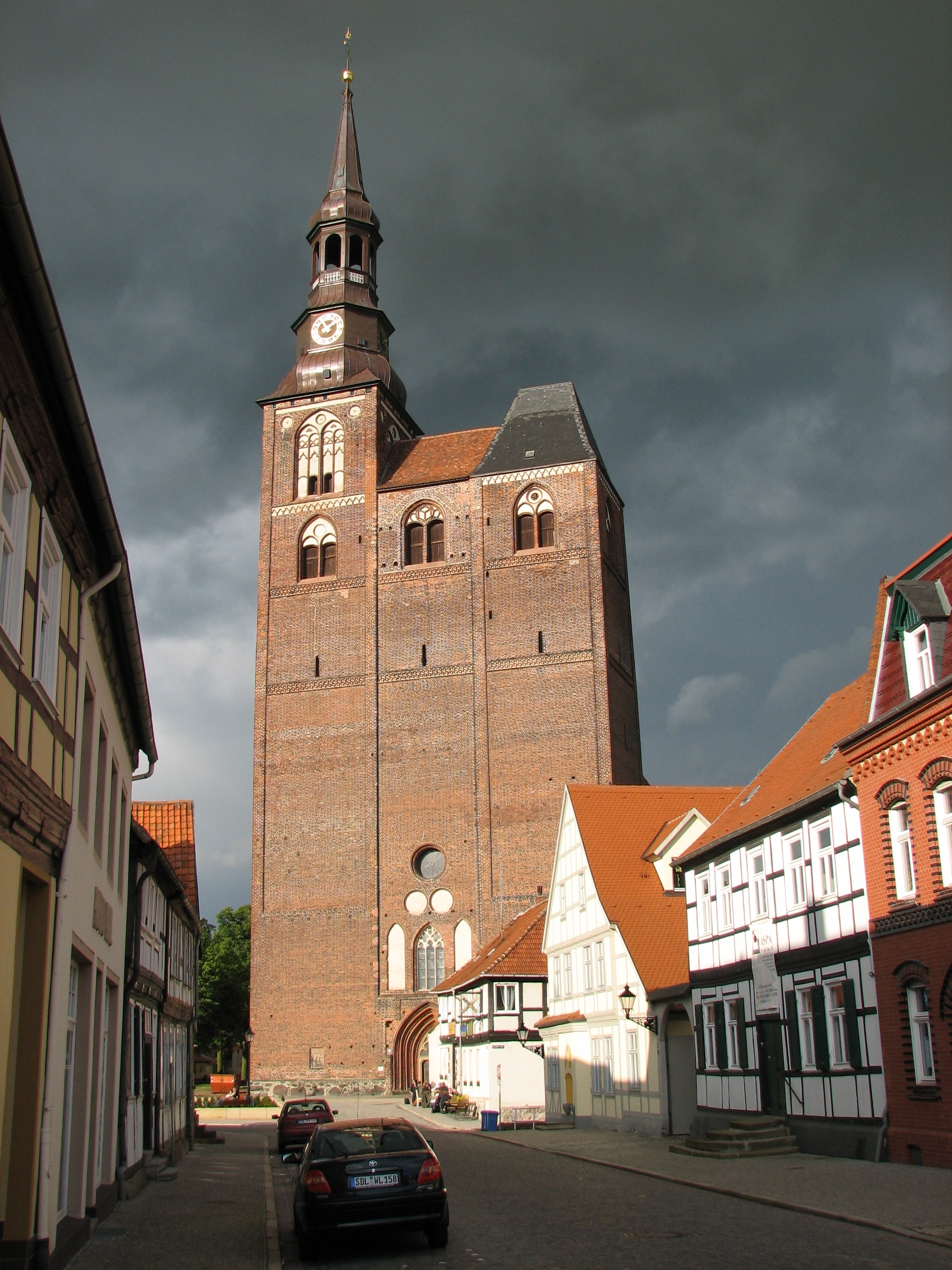
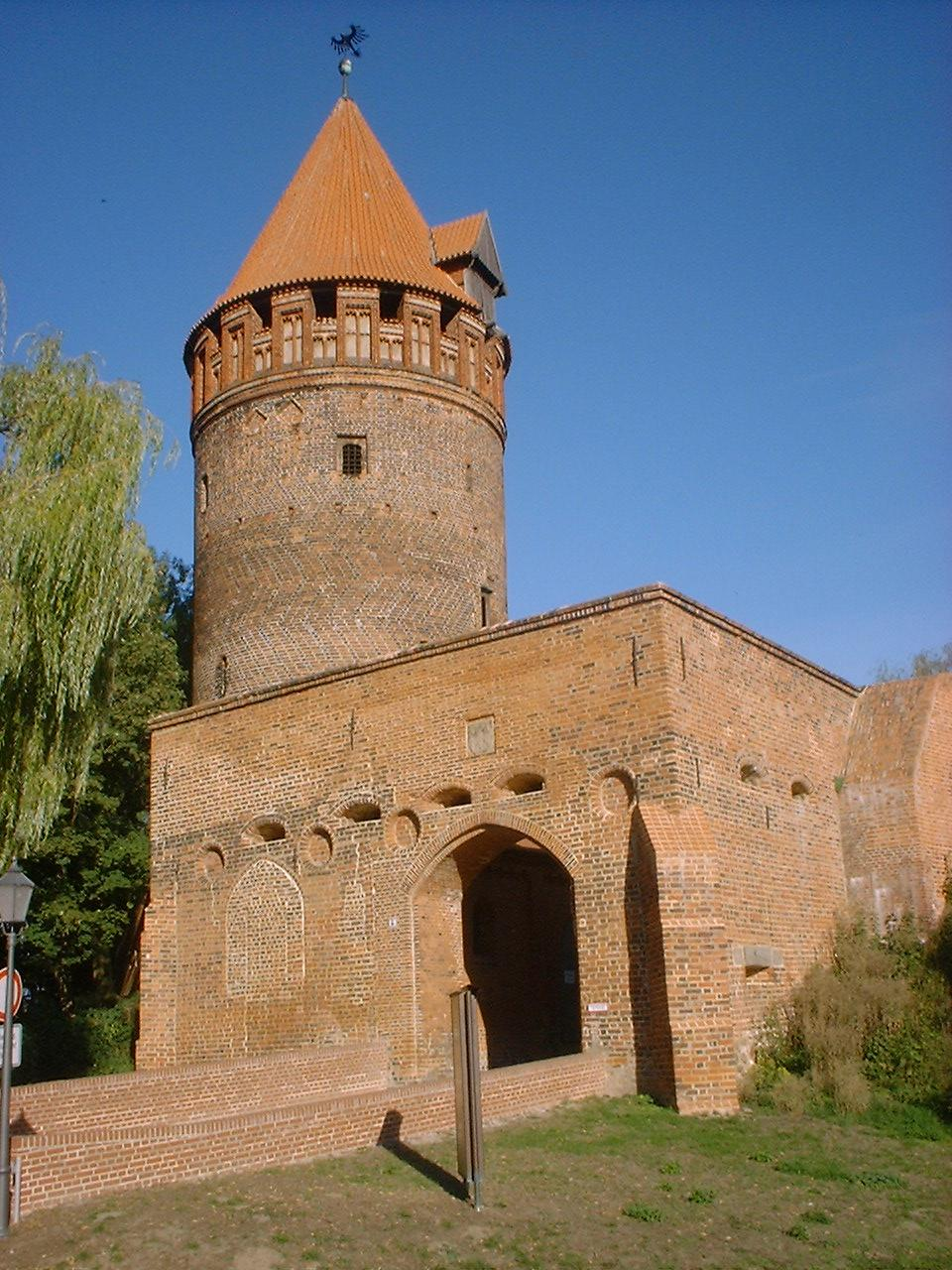
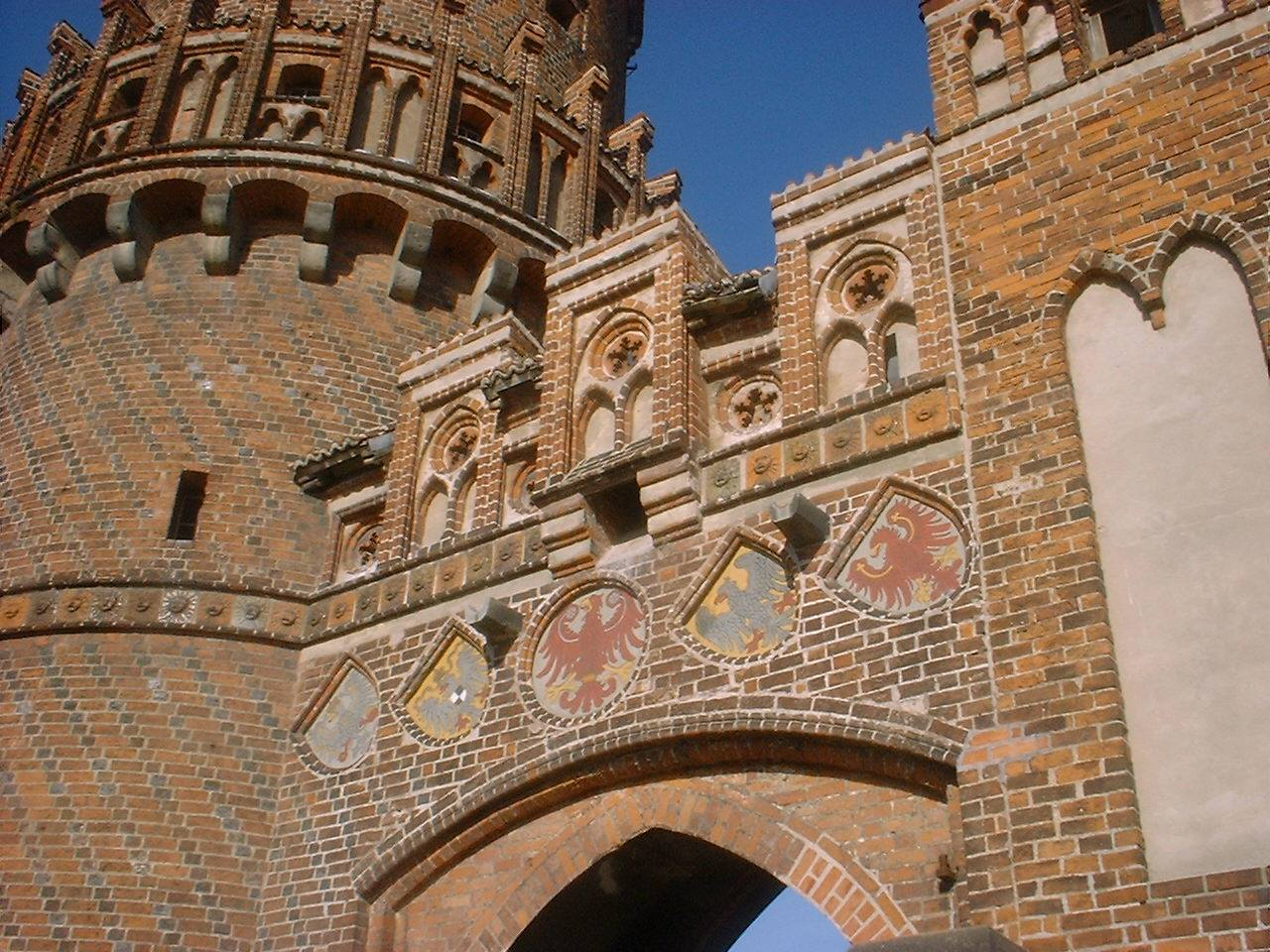